# Феодосия Константинопольская
Святая Феодо́сия Константино́польская (др.-греч. Ἁγία Θεοδοσία ἡ Κωνσταντινουπολίτισσα) — христианская преподобномученица и святая VIII века, первая мученица эпохи иконоборчества. Память совершается в Восточно-Кафолической Церкви 29 мая (11 июня), в Римо-Кафолической Церкви 29 мая.

## Житие
Феодосия родилась в Константинополе в богатой и благочестивой семье. Потеряв родителей и раздав беднякам оставшееся от них имущество, Феодосия приняла постриг в городском женском монастыре святой Анастасии. 19 января 729 года император Лев III Исавр (717—741) издал указ повсеместно уничтожить все иконы. В 730 году патриарх Анастасий приказал снять икону Спасителя, более 400 лет висевшую над воротами Халки у императорского дворца. Когда воины принесли туда лестницу и один из них начал взбираться к иконе, наблюдавшие за этим инокини во главе с Феодосией…

…побежали к лестнице и опрокинули её на землю; вместе с тем они низвергли и воина того, который, упав с высоты, весьма расшибся. Они же, влача его по земле, били до тех пор, пока он не умер; затем с поспешностью пошли к патриарху Анастасию и начали поносить нечестие его; они укоряли его, как волка, хищника, еретика и врага Церкви Христовой; потом начали метать в него камнями.
— Память святой мученицы Феодосии. Жития святых. Димитрий Ростовский.
Патриарх немедленно сообщил об этом императору: по его приказу все инокини были перебиты, а Феодосию заключили в темницу. Она подвергалась истязаниям в течение целой недели, а на восьмой день её повели по городу, жестоко избивая по пути. Когда святую привели на площадь, именуемую Воловьим форумом, где торговали рогатым скотом, один воин порезался о валявшийся на земле рог. Разгневавшись, он начал бить им святую мученицу по голове, а затем ударил им её в горло и проткнул его.

## Память
Брошенное на землю тело Феодосии было с благоговением погребено в церкви святой Евфимии в Петрионе, в квартале Дексиократианы (современный квартал Ayakapı на северо-западе района Фатих) на берегу Золотого Рога. После окончательной победы над иконоборством в 843 году святая Феодосия была прославлена в лике преподобных мучениц.
Постепенно святая Феодосия стала одной из самых почитаемых святых Константинополя. В названной в честь неё церкви происходило множество чудес: например, в 1306 году благодаря мощам святой был исцелён глухонемой кузнец. Примерно в то же время известный византийский агиограф Акрополит Константин написал энкомий (похвалу) святой Феодосии. Имя святой также носили находившиеся рядом ворота морских стен Константинополя.
В Православной церкви день почитания святой Феодосии приходится на 29 мая (11 июня), в Римско-Католической — на 29 мая.
Нужно отметить, что согласно современным источникам, личность святой Феодосии Константинопольской, как и прочих мучеников эпохи иконоборчества, является полулегендарной.